# Flavr Savr

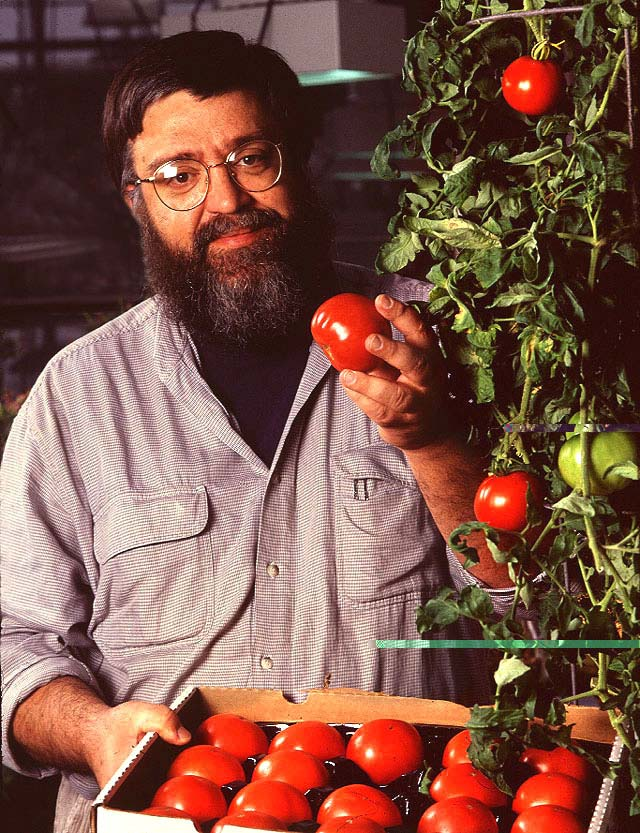
Physiologiste du département de l’Agriculture des États-Unis montrant des tomates transgéniques.

La tomate Flavr Savr est une variété de tomate transgénique qui fut commercialisée aux États-Unis de 1994 à 1996.
Produite en Californie par la société Calgene, elle fut la première plante génétiquement modifiée mise sur le marché pour la consommation humaine. Elle a obtenu en 1992 une licence de la part de la Food and Drug Administration (FDA). Elle s'est révélée rapidement un échec commercial, inapte à concurrencer les variétés classiques tant par ses qualités organoleptiques insuffisantes que par son prix trop élevé. Finalement, Calgene a été reprise par la société Monsanto en 1996.

## Caractéristiques
Cette tomate a été rendue plus résistante au pourrissement par l'ajout d'un gène antisens qui interfère avec la production d'un enzyme, la polygalacturonase (voir ARN interférent). Les tomates non modifiées sont récoltées avant complète maturité et mûries artificiellement grâce à l'éthylène qui joue le rôle d'une hormone végétale. La récolte du fruit à l'état vert facilite sa manutention et prolonge sa durée de vie commerciale. On peut laisser les tomates Flavr Savr mûrir sur pied, sans compromettre leur durée de vie ultérieure. L'effet recherché était, avant tout, de ralentir l'amollissement des tomates Flavr Savr, de telle manière que des fruits mûrs puissent être récoltés de la même façon que les fruits verts sans dommage à la tomate elle-même. La tomate Flavr Savr fut une déception pour les chercheurs car le gène antisens PG avait bien un effet positif sur la durée de vie commerciale, mais pas sur la fermeté des fruits, si bien qu'il fallut récolter ces tomates exactement comme n'importe quelle autre tomate non modifiée.
Une amélioration de leur goût, obtenu ultérieurement par sélection traditionnelle de tomates Flavr Savr, et de meilleures variétés, auraient aussi permis de vendre ces tomates à meilleur prix dans les supermarchés.
La FDA décida qu'il n'était pas nécessaire de prévoir un étiquetage particulier pour ces tomates modifiées parce qu'elles présentaient les caractéristiques essentielles des tomates non modifiées.
En l'espèce, il n'y avait aucune preuve de risques pour la santé humaine, et leur contenu nutritionnel était inchangé.

### Tomates fraîches
L'échec de la tomate Flavr Savr a été attribué à l'inexpérience de Calgene dans la production et l'expédition des tomates. La variété de tomate Calgene commença avec une qualité inférieure aux yeux des agriculteurs, et des moyens insuffisants furent attribués à la sélection traditionnelle. En conséquence, les cultures de Calgene ne donnèrent que 25 à 50 % des rendements obtenus par les autres producteurs. En plus, seulement la moitié de ces tomates avaient la taille suffisante, par rapport aux prévisions, pour être vendues au meilleur prix. En outre, une grande partie des premières récoltes a été abîmée au cours du traitement et du transport parce que des tomates mûres sont inévitablement plus délicates à manipuler que des tomates vertes. Il fallut, à grand frais, acheter des équipements conçus pour manipuler les pêches et mettre au point des cageots adaptés pour le transport. Ces surcoûts, et la concurrence d'une nouvelle variété conventionnelle à longue conservation (la Long Shelf Life ou LSL) empêchèrent la tomate Flavr Savr de devenir rentable, et Calgene fut en définitive rachetée par Monsanto qui était surtout intéressé par les entreprises de Calgene dans le domaine du coton et des oléagineux.

### Concentré de tomates
Au Royaume-Uni, Zeneca produisit également un concentré de tomates à partir d'une tomate transgénique similaire et souvent confondue avec la tomate Flavr Savr. La teneur plus élevée en pulpe de cette tomate transgénique permettait de produire une pâte plus épaisse et des ketchups préférés par les consommateurs. La pâte fut étiquetée comme « génétiquement modifiée », et vendue (à perte) à un prix plus bas que ses concurrents. Cette stratégie de commercialisation fut d'abord conçue comme une expérience de marketing qui démontra que, à l'époque, les consommateurs européens pouvaient accepter des aliments génétiquement modifiés. Cette stratégie fut abandonnée après l'explosion de la crise de la vache folle qui mina la confiance des consommateurs dans les régulateurs étatiques.

## Controverses

### Insertion d'un gène de résistance aux antibiotiques
La tomate Flavr Savr posa aussi d'autres questions de sécurité à cause d'une modification génétique secondaire. Afin de faciliter l'identification des plantes portant le gène modifié, la modification de « mûrissement retardé » fut adjointe d'un marqueur génétique, dans ce cas un segment de gène conférant à la plante une résistance à un antibiotique particulier, la kanamycine. Une expérience de laboratoire montra que la bactérie pouvait parfois incorporer des plasmides de matériel génétique de plantes en décomposition, ce qui suggéra la possibilité que, si la tomate Flavr Savr était cultivée commercialement, elle pourrait favoriser l'apparition dans le milieu de nouvelles souches bactériennes résistant à la kanamycine. Ce résultat ne semble pas avoir été porté à la connaissance des experts qui conseillaient la FDA. 
Bien que la kanamycine ne figure pas parmi les antibiotiques les plus importants, la question se posa d'une évolution possible de la bactérie résistant à un antibiotique et pouvant développer une résistance génétique à d'autres antibiotiques proches de la même « famille », et puisque différents types de bactéries peuvent parfois échanger du matériel génétique, cela posa la question de savoir s'il était convenable d'incorporer des gènes dans une souche de plante pour un avantage qui pourrait vraisemblablement avoir un futur effet négatif sur la santé publique. Même si le risque de favoriser de nouvelles super-souches de bactéries résistant aux antibiotiques était considéré comme négligeable, l'idée qu'une entreprise pouvait choisir d'implanter ces gènes « particuliers » dans des plantes cultivées, alors que ces gènes ne donnaient aucun avantage particulier ni au produit, ni au consommateur final, souleva des doutes chez certaines personnes sur le comportement responsable de cette industrie.
Ces questions sur les gènes de résistance aux antibiotiques ne portaient pas tant sur la sécurité de consommer les tomates produites, mais sur les risques plus généraux associés à la culture à grande échelle de végétaux portant ces gènes, et la perception que cela donnait du comportement des entreprises vis-à-vis de la santé publique.